# Nicolas Douchez
Nicolas Douchez (Rosny-sous-Bois, 22 aprile 1980) è un ex calciatore francese, di ruolo portiere.

## Carriera
Cresciuto nel Le Havre, dal 1999 è in prima squadra senza mai giocare fino al 2003 quando passa al Chateauroux in prestito. Dopo 26 presenze nel 2004, svincolato, si accorda con il Tolosa dove in quattro stagioni gioca 86 partite di campionato. Il 1º agosto 2008 viene acquistato per 2 milioni di euro dal Rennes dove gioca titolare e in tre anni mette insieme ben 111 presenze entrando peraltro nell'orbita della nazionale francese. Il 10 giugno 2011, svincolato, firma un triennale per il Paris Saint-Germain dove sostituisce Grégory Coupet, appena ritiratosi. È il secondo portiere dopo Salvatore Sirigu. A partire dalla stagione 2015-2016 gli viene affibbiato il ruolo di terzo portiere dopo il nuovo acquisto di Kevin Trapp. Scaduto il contratto con i parigini, l'8 luglio 2016 si lega per tre anni al Lens.

## Statistiche

### Presenze e reti nei club
Statistiche aggiornate al 27 settembre 2019.
| Stagione                   | Squadra                    | Campionato                 | Campionato | Campionato | Coppe nazionali | Coppe nazionali | Coppe nazionali | Coppe continentali | Coppe continentali | Coppe continentali | Altre coppe | Altre coppe | Altre coppe | Totale | Totale |
| Stagione                   | Squadra                    | Comp                       | Pres       | Reti       | Comp            | Pres            | Reti            | Comp               | Pres               | Reti               | Comp        | Pres        | Reti        | Pres   | Reti   |
| -------------------------- | -------------------------- | -------------------------- | ---------- | ---------- | --------------- | --------------- | --------------- | ------------------ | ------------------ | ------------------ | ----------- | ----------- | ----------- | ------ | ------ |
| 1998-1999                  | Le Havre                   | D1                         | 0          | 0          | CF+CdL          | 0               | 0               | -                  | -                  | -                  | -           | -           | -           | 0      | 0      |
| 1999-2000                  | Le Havre                   | D1                         | 0          | 0          | CF+CdL          | 0               | 0               | -                  | -                  | -                  | -           | -           | -           | 0      | 0      |
| 2000-2001                  | Le Havre                   | D2                         | 0          | 0          | CF+CdL          | 0               | 0               | -                  | -                  | -                  | -           | -           | -           | 0      | 0      |
| 2001-2002                  | Le Havre                   | D2                         | 0          | 0          | CF+CdL          | 0               | 0               | -                  | -                  | -                  | -           | -           | -           | 0      | 0      |
| 2002-2003                  | Le Havre                   | L1                         | 0          | 0          | CF+CdL          | 0               | 0               | -                  | -                  | -                  | -           | -           | -           | 0      | 0      |
| Totale Le Havre            | Totale Le Havre            | Totale Le Havre            | 0          | 0          |                 | 0               | 0               |                    | -                  | -                  |             | -           | -           | 0      | 0      |
| 2003-2004                  | Châteauroux                | L2                         | 26         | -38        | CF+CdL          | 0               | 0               | -                  | -                  | -                  | -           | -           | -           | 26     | -38    |
| 2004-2005                  | Tolosa                     | L1                         | 0          | 0          | CF+CdL          | 0               | 0               | -                  | -                  | -                  | -           | -           | -           | 0      | 0      |
| 2005-2006                  | Tolosa                     | L1                         | 14         | -19        | CF+CdL          | 0               | 0               | -                  | -                  | -                  | -           | -           | -           | 14     | -19    |
| 2006-2007                  | Tolosa                     | L1                         | 36         | -42        | CF+CdL          | 0               | 0               | -                  | -                  | -                  | -           | -           | -           | 36     | -42    |
| 2007-2008                  | Tolosa                     | L1                         | 36         | -39        | CF+CdL          | 0               | 0               | UCL+CU             | 2+5                | -5+ -7             | -           | -           | -           | 43     | -51    |
| Totale Tolosa              | Totale Tolosa              | Totale Tolosa              | 86         | -100       |                 | 0               | 0               |                    | 7                  | -12                |             | -           | -           | 93     | -112   |
| 2008-2009                  | Rennes                     | L1                         | 37         | -31        | CF+CdL          | 6+1             | -2+ -2          | Int+CU             | 2+4                | -1+ -4             |             | -           | -           | 50     | -40    |
| 2009-2010                  | Rennes                     | L1                         | 37         | -40        | CF+CdL          | 2+2             | -1+ -4          | -                  | -                  | -                  | -           | -           | -           | 41     | -45    |
| 2010-2011                  | Rennes                     | L1                         | 37         | -32        | CF+CdL          | 1+0             | 0+ -0           | -                  | -                  | -                  | -           | -           | -           | 38     | -32    |
| Totale Rennes              | Totale Rennes              | Totale Rennes              | 111        | -103       |                 | 12              | -9              |                    | 6                  | -5                 |             | -           | -           | 129    | -117   |
| 2011-2012                  | Paris Saint-Germain        | L1                         | 0          | 0          | CF+CdL          | 2+1             | -3+ -3          | UEL                | 7                  | -7                 | -           | -           | -           | 10     | -13    |
| 2012-2013                  | Paris Saint-Germain        | L1                         | 4          | -5         | CF+CdL          | 4+2             | -5+ -0          | UCL                | 0                  | 0                  | -           | -           | -           | 10     | -10    |
| 2013-2014                  | Paris Saint-Germain        | L1                         | 1          | 0          | CF+CdL          | 2+3             | -4+ -3          | UCL                | 0                  | 0                  | SF          | 0           | 0           | 6      | -7     |
| 2014-2015                  | Paris Saint-Germain        | L1                         | 5          | -8         | CF+CdL          | 6+4             | -2+ -1          | UCL                | 0                  | 0                  | SF          | 0           | 0           | 15     | -11    |
| 2015-2016                  | Paris Saint-Germain        | L1                         | 1          | -0         | CF+CdL          | 0+1             | -0+ -0          | UCL                | 0                  | -0                 | SF          | 0           | -0          | 1      | -0     |
| Totale Paris Saint-Germain | Totale Paris Saint-Germain | Totale Paris Saint-Germain | 11         | -13        |                 | 25              | -21             |                    | 7                  | -7                 |             | 0           | 0           | 43     | -41    |
| 2016-2017                  | Lens                       | L2                         | 38         | -40        | CF+CdL          | 0               | 0               | -                  | -                  | -                  | -           | -           | -           | 38     | -40    |
| 2017-2018                  | Lens                       | L2                         | 8          | -3         | CF+CdL          | 0               | 0               | -                  | -                  | -                  | -           | -           | -           | 8      | -3     |
| Totale Lens                | Totale Lens                | Totale Lens                | 46         | -43        |                 | 0               | 0               |                    | -                  | -                  |             | -           | -           | 46     | -43    |
| 2018-2019                  | Red Star                   | L2                         | 20         | -32        | CF+CdL          | 0+1             | -0+ -1          | -                  | -                  | -                  | -           | -           | -           | 21     | -33    |
| Totale carriera            | Totale carriera            | Totale carriera            | 300        | -329       |                 | 38              | -31             |                    | 20                 | -24                |             | 0           | 0           | 358    | -384   |

## Palmarès

### Club

#### Competizioni nazionali
- Campionato francese: 4

Paris Saint-Germain: 2012-2013, 2013-2014, 2014-2015, 2015-2016
- Coppa di Francia: 2

Paris Saint-Germain: 2014-2015, 2015-2016
- Coppa di Lega francese: 2

Paris Saint-Germain: 2013-2014, 2014-2015
- Supercoppa francese: 2

Paris Saint-Germain: 2013, 2014, 2015